# Kellyville
Kellyville – miasto w Stanach Zjednoczonych, w stanie Oklahoma, w hrabstwie Creek.